# 미래

미래(未來)는 현재를 기준으로 그 뒤의 시간이다. 시간의 선형 개념을 사용하는 서양적 관점에서 미래는 발생할 것이 예측되는 투사된 시간의 일부이다. 특수 상대성이론에서 미래는 절대 미래 또는 미래 광추로 간주된다.
시간의 철학에서 현재주의는 오직 현재만 존재하며 미래와 과거는 실재하지 않는다는 믿음이다. 종교는 업, 내세, 종말론(시간의 끝과 세상의 끝을 연구)과 같은 문제를 대처할 때 미래를 이야기한다.

## 정의
미래란 지금의 시간으로부터 그 이후를 말한다. 지금 이전의 시간까지를 과거라고 한다면, 크게 과거와 현재, 그리고 미래가 구분된다. 그러나 과거 현재 미래의 구분은 단절적인 것이 아니라 연속선상에서 이해되어야 할 것이다.

## 같이 보기
- 미래파
- 과거
- 현재
- 시간